# Río de los Santos Reyes

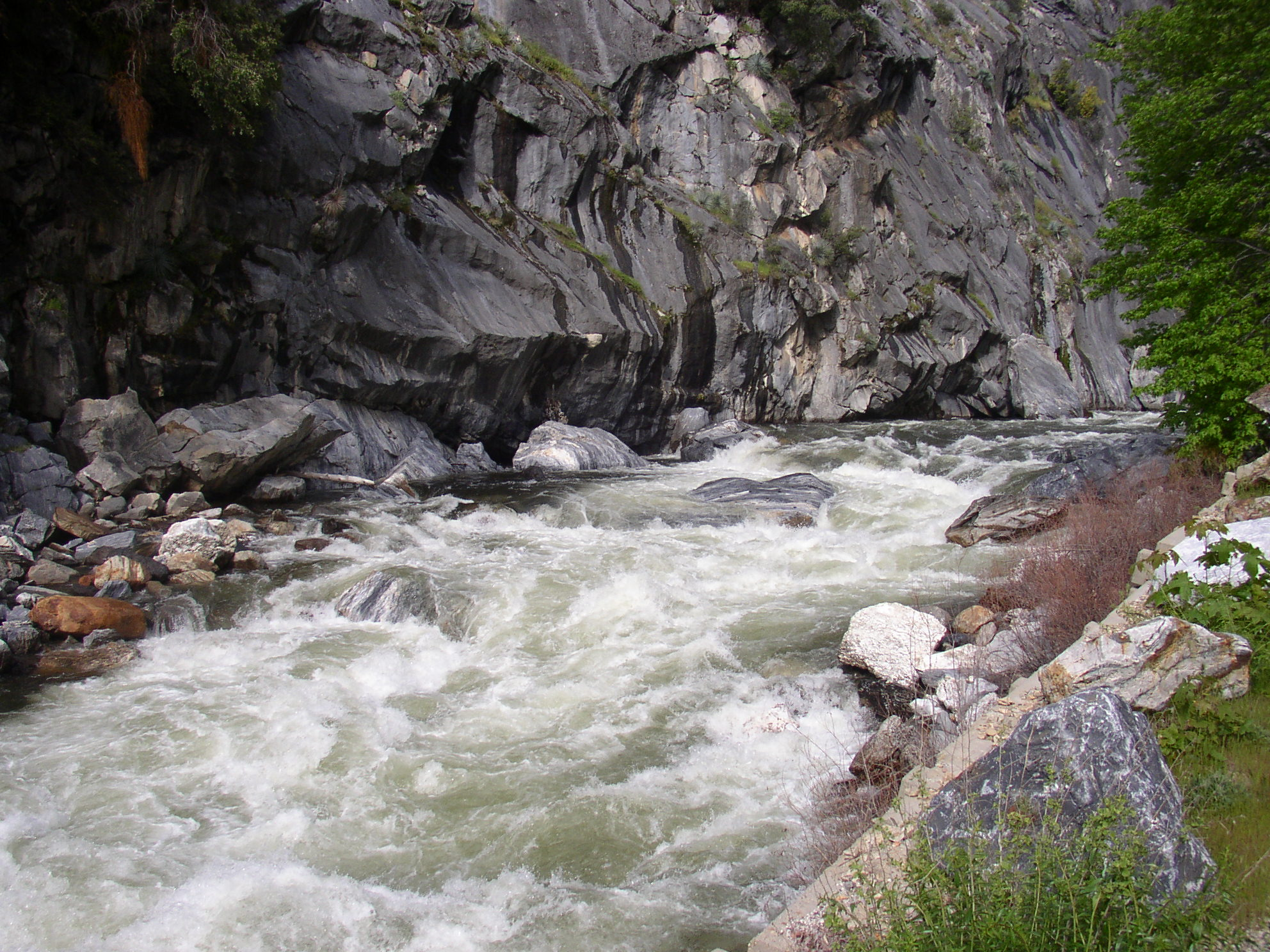
Foto de la bifurcación sur del Río De los Santos Reyes, California.

El río de los Santos Reyes es un río mayor del centro-sur de California. Cuenta con cerca de 201 km de longitud, y drena el área alta occidental de la Sierra Nevada de California y el Valle Central de California. A causa de la sobreexplotación de las aguas de este río, actualmente sus aguas no logran llegar al lago Tulare. El río recibe su nombre en la expedición española de Gabriel Moraga, en honor a los Reyes Magos, en el año 1805.